# معاون کلانتر
معاون کلانتر (به انگلیسی: Deputy Dawg) نام کارتونی بود که در دهه ۱۹۶۰ میلادی ساخته شد. این کارتون در اواخر دهه پنجاه خورشیدی و در طول دهه شصت خورشیدی به کرّات از تلویزیون ایران پخش می‌شد. نقش اول کارتون، سگی بود که اصطلاحاً معاون کلانتر خوانده می‌شد، در این امر کسانی مثل ماسکی به او کمک می‌کردند.
در نسخهٔ دوبله‌شده، ایرج رضایی نقش معاون کلانتر، مینو غزنوی نقش ماسکی، مهدی آژیر نقش وینس و عباس سعیدی نقش کلانتر را دوبله می‌کرد. صداپیشگی برخی نقش‌های فرعی به عهدهٔ ظفر گرایی و مدیریت دوبلاژ به عهدهٔ ناصر ممدوح بود.